# Анафема
Ана́фема (от греч. ἀνάθεμα — «отлучение», от ἀνατίθημι — «возлагать, накладывать») — изгнание, отлучение от церковного общения.
В русском языке имеет несколько значений:
1. Отлучение христианина от общения с верными и от таинств, применяемое в качестве высшего церковного наказания за тяжкие прегрешения (прежде всего за измену православию и уклонение в ересь или раскол) и соборно провозглашаемое[3].
2. Торжественное публичное отречение от своих прежних религиозных заблуждений в Чинопоследовании соединяемых из иноверных к Православной церкви[4].
3. В русском просторечии употреблялось как бранное слово[5]; имеет производное прилагательное анафемский, в современной речи практически не употребимое.

Согласно «Православной энциклопедии» (2000), «церковную анафему (или великое отлучение) не следует смешивать с „отлучением“ (ἀφορισμός), которое представляет собой временное исключение христианина из церковной общины с запретом участвовать в таинствах и (для духовных лиц) занимать церковные должности. Называемое иногда также „малым отлучением“, оно в отличие от анафемы служит наказанием за меньшие проступки (воровство, блуд, участие в получении церковной должности с помощью взятки), не требует соборного решения и не нуждается в соборном провозглашении для вступления в силу».

Но если бы даже мы или Ангел с неба стал благовествовать вам не то, что мы благовествовали вам, да будет анафема. Как прежде мы сказали, [так] и теперь ещё говорю: кто благовествует вам не то, что вы приняли, да будет анафема.
— Гал. 1:8, 9
Церковное право рассматривает анафему как форму наказания в виде лишения «прав и благ, находящихся в исключительном распоряжении Церкви», применимого лишь к членам Церкви.

## Происхождение и значение термина

### В античности и греческом переводе Ветхого Завета
У античных авторов (Гомер, Софокл, Геродот) означал «нечто, посвящённое Богу; дар, приношение в храм», то есть чуждое обыденному употреблению.
В Септуагинте был использован для передачи еврейского термина חֵרֶם‎ (херем) — нечто проклятое, отверженное людьми и обречённое уничтожению (Чис. 21:2, 3; Лев. 27:28; Втор. 7:26, 13:15—17; Нав. 6:17, 7:11; Зах. 14:11). В синодальном переводе Ветхого Завета переведён термином «заклятое».

### В тексте Нового Завета и в раннем христианстве
В Новом Завете слово «анафема» употребляется многократно апостолом Павлом, в частности: «Кто не любит Господа [Иисуса Христа], анафема, маранафа» (1Кор. 16:22).
В греческом оригинале Нового Завета термин также встречается в книге Деяний (Деян. 23:14; однако, в общепринятом русском переводе греческая фраза εἶπαν Ἀναθέματι переведена словом «клятвою»): οἵτινες προσελθόντες τοῖς ἀρχιερεῦσιν καὶ τοῖς πρεσβυτέροις εἶπαν Ἀναθέματι ἀνεθεματίσαμεν ἑαυτοὺς μηδενὸς γεύσασθαι ἕως οὗ ἀποκτείνωμεν τὸν Παῦλον («Они, придя к первосвященникам и старейшинам, сказали: мы клятвою заклялись не есть ничего, пока не убьём Павла»).
При этом Павел считается с установившейся синагогальным значением анафемы и не употребляет его, когда речь идёт об осуждении коринфского кровосмешения (1Кор. 5:13), показывая, что христианское отлучение есть нечто отличное от ветхозаветного термина херем. В Новом Завете слово анафема встречается шесть раз: дважды в указанном выше послании апостола Павла к Коринфянам, дважды в его послании к Галатам (Гал. 1:8, 9), один раз в книге Деяний и один раз в послании Павла к Римлянам.
Иоанн Златоуст в 16-й Беседе на Послание апостола Павла к Римлянам на вопрос «что такое анафема?» отвечает «анафема, то есть да будет отлучён от всех и будет чужим для всех». Сократ Схоластик в своей «Церковной истории» даёт следующее определение анафемы: «так мы, христиане, обыкновенно называем приговор против богохульника, когда своё мнение объявляем всем, выставляя его как бы на столбе».
Апостольские правила не употребляют слово «анафема», заменяя его указанием «да будет отлучён от общения церковного». Епископ Смоленский Иоанн (Соколов) в своём толковании на 10-е апостольское правило пишет:

Церковное отлучение в правилах и древних обычаях Церкви имело три степени:
1. Отлучение от святых Таин, без лишения церковных молитв и духовного общения верных.
2. Не только лишение святых Таин, но и молитв и духовного общения верных.
3. Совершенное отлучение, или изгнание из самого общества христиан с лишением всякого, не только духовного, но и внешнего с ними общения: анафема.

Термин анафема впервые был употреблён в канонах Эльвирского собора (начало IV века), а сама каноническая формула «если кто-либо… да будет анафема» окончательно утвердилась в канонах после Гангрского собора (ок. 340 года). По мнению св. преп. Анастасия Синаита, нельзя анафемствовать тех, кто жил до Христа.

## Наиболее известные случаи анафематствования

### Анафема до разделения Церкви в 1054 году
Слово анафема вошло в употребление с IV века (соборы Лаодикийский и Эльвирский) и стало господствующим в церковной практике начиная со времён Халкидонского собора (451 год). Традиционной формой анафематствования становится: «Имярек да будет анафема».
- 325: анафема арианству на Первом Вселенском соборе.
- 341: на Антиохийском соборе восемьдесят семь собравшихся прелатов предали анафеме Афанасия Великого. В свою очередь, Афанасий предал анафеме осудивших его прелатов. Затем Афанасий был дважды отлучён от церкви папой Либерием. И папа Либерий, и Афанасий Великий впоследствии были причислены к лику святых.
- 518: патриарх Константинопольский Иоанн II подтвердил постановления Халкидонского собора и предал анафеме распространителя евтихиевой ереси епископа Севира Антиохийского.
- 536: анафема Юлиану Галикарнасскому.
- 633: на V Толедском соборе анафема всем домогавшимся царского сана, без наличия на то прав по происхождению, а также «злословившим государя»[12].
- 680: папа Агафон предал анафеме лидера монофелитов патриарха Антиохийского Макария I, а также покойных патриархов константинопольских Сергия, Пирра, Павла, Петра и папу Гонория I; каковые были анафематствованы и Шестым Вселенским собором.
- 754: анафема иконопочитания на иконоборческом соборе в Константинополе — Иоанн Дамаскин был четырежды подвергнут анафеме, но VII Вселенский собор подтвердил верность его учения.
- 843: Константинопольский собор анафематствовал иконоборчество[13].
- 878: папа Иоанн VIII предал анафеме патриарха Фотия.
- 1054: патриарх Константинопольский Михаил Кируларий и легат папы Льва IX кардинал Гумберт предали друг друга анафеме.

### В Русской церкви
В православной (греческой) богослужебной традиции с 843 года существует особый чин Торжества православия (последования в Неделю православия, иначе — сино́дик), совершаемый в первую неделю (воскресенье) Великого поста — ежегодное провозглашение догматов веры, анафемы ересям и еретикам, вечной памяти усопшим и многолетия здравствующим верным. В России чин Торжества православия был введён в XIV веке на основе греческого синодика с прибавлением сначала имён «новых еретиков», как то, Кассиана, архимандрита Юрьева монастыря, и других.
В 1766 году Святейший синод одобрил новую редакцию «Последования в неделю Православия» (была напечатана в 1767 году), обязательную для всех епархий. Чин стал совершаться только епархиальным епископами в кафедральных соборах. Одновременно в число анафематизмов была включена анафема тем, кто помышляет, «яко православнии государи возводятся на престол не по особливому о них Божию благоволению и при помазании дарования Святаго Духа к прохождению великаго сего звания в них не изливаются».
В 1801 году чин анафематствования был сокращён: в нём перечислялись теперь только сами ереси, без упоминания имён еретиков, а из имён государственных преступников оставлены только Григорий Отрепьев, Иван Мазепа и царевич Алексей . Позднейшая синодальная редакция 1869 года содержала 12 общих анафематизмов: были опущены все имена, и в 11-й анафематизм вставлена общая фраза о «дерзающих на бунт и измену» против «православных государей».
Согласно определению Синода от 2—4 апреля 1902 года № 1495, во всех храмах сельских и городских (не кафедральных соборах) стали совершать «Последование молебнаго пения об обращении заблудших, певаемаго в Неделю православия и во иных случаях» — без анафематизмов.
В практике современного Московского патриархата, видимо, начиная с 1919 года, анафематствования опускаются; совершаются полностью с определёнными добавлениями в Русской православной церкви заграницей.
В Русском царстве XVI—XVII веков, а также в Российской империи XVIII века анафеме предавали не только преступников против веры и Церкви, но и государственных преступников. Предание анафеме часто влекло гражданскую казнь.
Некоторые случаи анафематствования в Русской церкви:
- 1329: митрополит Киевский и всея Руси Феогност посетил Новгород и по настоянию великого князя Иоанна Даниловича отлучил от Церкви князя Тверского Александра Михайловича, не желавшего ехать в Орду на суд к хану, и псковичей, принявших его сторону.
- 1375: стригольники.
- При московских митрополитах Зосиме в 1490 и Симоне в 1504 году на соборах осуждена и предана анафеме ересь жидовствующих. После чего еретиков жестоко казнили.
- 1604: Григорий Отрепьев.
- 1654: Тимофей Анкудинов изобличён как самозванец и казнён (четвертован) в Москве. Предан анафеме и включался в список анафематствуемых в Неделю Православия вплоть до времени правления императора Павла I.
- 1656: на Соборе было осуждено двуперстное крестное знамение. Однако в 1929 и 1971 годах Русская церковь это осуждение сняла, а старые русские обряды, в том числе двуперстие, признала равночестными новым и спасительными (см. ниже).
- Соборы 29 апреля 1666 и в ноябре 1666 — мае 1667 (последний под председательством патриарха Московского Иоасафа II и с участием патриархов: Александрийского Паисия и Антиохийского Макария 13 мая 1667) — раскольникам-старообрядцам[18].
- 1671: Степан Разин.
- 1690: собор под председательством патриарха Иоакима анафематствовал «хлебопоклонническую ересь», осудил на сожжение сочинения Сеньки Медведева и запретил читать многие произведения южнорусских учёных, «имеющих единоумие с папою и западным костёлом».
- 1708: Иван Мазепа.
- 1713—1723: предан суду и анафематствован «иконоборец» Дмитрий Тверитинов.
- 1718: Степан Глебов.
- 1718: царевич Алексей (анафема снята в 1727, повторно анафематствован в 1730)[источник не указан 872 дня].
- 1739: Иван Долгоруков (анафема снята в 1742)[источник не указан 872 дня].
- 1740: Артемий Волынский (анафема снята в 1742)[источник не указан 872 дня].
- 1775: Емельян Пугачёв (анафема снята перед казнью[19]).
- 1806: Наполеон I (Бонапарт) (анафема снята в 1807, повторно анафематствован в 1812)[20][нет в источнике].
- 1901: определение Святейшего синода, констатировавшее отпадение от церкви графа Толстого (см. Определение Святейшего Синода о графе Льве Толстом). При этом официально анафема Л. Н. Толстому не провозглашалась[21].
- 1918: Патриарх Тихон предал анафеме тех, кто творит «кровавые расправы» (избиение «ни в чём неповинных и даже на одре болезни лежащих людей», совершаемое «с неслыханною доселе дерзостию и беспощадною жестокостью, без всякого суда и с попранием всякого права и законности»), «если только вы носите ещё имена христианские и хотя по рождению своему принадлежите к Церкви православной»[22]. Так же были преданы анафеме представители идеалогии коммунизма так как: «Гонение жесточайшее воздвигнуто и на святую Церковь Христову».
- 1932: «Масонам, оккультистам, спиритам, экстрасенсам, чародеям и всем, которые не Единому Богу веруют, но бесов почитают и не Богу смиренно жизнь свою предают, но чародейным призыванием бесов, будущее стремятся узнать Анафема!» — из чина Торжества Православия, принятом архиерейским собором РПЦЗ 15/28 августа 1932 г.
- 30 декабря 1959 года: Священный Синод Русской православной церкви под председательством патриарха Алексия I вынес постановление (журнал № 23): «Бывшего протоиерея и бывшего профессора Ленинградской духовной академии Александра Осипова, бывшего протоиерея Николая Спасского и бывшего священнослужителя Павла Дарманского и прочих священнослужителей, публично похуливших имя Божие, считать изверженными из священного сана и лишёнными всякого церковного общения <…> Евграфа Дулумана и прочих бывших православных мирян, похуливших Имя Божие, отлучить от Церкви»[23].
- 1970: Архиерейский собор Русской православной церкви заграницей провозгласил анафему Ленину[24].
- 1983: Архиерейский собор Русской православной церкви заграницей провозгласил анафему сторонникам экуменизма[25].
- 1993: 1 октября в связи с обострением политического конфликта патриарх Алексий II и Священный синод провозгласили анафему тем, кто отважится пролить невинную кровь[26].
- В Определении Архиерейского собора 1994 года Русская православная церковь использовала формулировку «[сами] отлучили себя от Православной Церкви» в отношении последователей языческих, теософских, оккультных «сект» и новых религиозных движений[27]. Данная формулировка восходит к Определению 1901 года по Льву Толстому: «отторг себя сам от всякого общения с Церковию православною».
- 1997: Глеб Якунин[28], Филарет (Денисенко)[29].
- 2009: Епархиальный совет Псковской епархии (не упоминая имени правящего епархиального архиерея, которому, согласно канонам и нормативным документам РПЦ, принадлежит право налагать прещения) принял решение отлучить от церкви журналиста Олега Дементьева «в связи с непрекращающейся гнусной клеветой и сатанинской ложью в адрес насельниц Спасо-Елеазаровского монастыря и в частности игуменьи Елисаветы (Беляевой)»[30][31], создав прецедент использования положений пункта 3 главы XV «Основ социальной концепции Русской православной церкви»[32][33] (решение об отлучении Дементьева Псковской епархией не может вступить в законную силу до утверждения Патриархом — согласно Уставу РПЦ (пункт 5 главы VII)[34] и Положению о церковном суде (пункт 4 статьи 47)[35]).

### Снятие анафемы в православии
По мнению авторов Православной энциклопедии (2000 год; непосредственный автор статьи — К. А. Максимович), анафема может быть снята — при условии принесения покаяния анафематствованным лицом — органом, её наложившим; может быть снята и посмертно, в этом случае допускаются все виды поминовения усопшего. Однако единственное известное из практики Русской церкви снятие соборно наложенной анафемы — решение о снятии клятв Московского собора 1667 года на придерживающихся «старых обрядов», зафиксированное в Синодальном определении 1929 года («разрушаем и уничтожаем и яко не бывшие вменяем») и утверждённое Поместным собором Русской православной церкви 1971 года — произошло по инициативе священноначалия РПЦ и безо всякого покаяния со стороны анафематствованных или даже каких-либо просьб со стороны последних.
Московский же князь Дмитрий Донской, анафематствованный законным и прославленным РПЦ в лике святых митрополитом Киевским Киприаном за антицерковную деятельность, был безо всякой процедуры снятия анафемы прославлен в лике святых Поместным собором РПЦ 1988 года.
Широко известное обоюдное снятие анафем патриархом Константинопольским Афинагором и папой римским Павлом VI в 1964 году в Иерусалиме произошло на основе взаимной политической договорённости.
Восстановление в церковном общении анафематствованного Московским патриархатом бывшего митрополита РПЦ Филарета Денисенко, совершенное в порядке рассмотрения апелляции Синодом Константинопольского патриархата в октябре 2018 года, не было признано Московским патриархатом.

### Снятие анафемы в католицизме
- 1080 — папа Григорий VII вторично подверг императора Генриха IV анафеме.
- ок. середины XI века — Иоанн Итал, византийский философ XI века.
- 1179 — нигилизм, предан анафеме папой Александром III.
- 1281 — папа Мартин IV предал анафеме византийского императора Михаила Палеолога как еретика и схизматика.
- 1411 — Ян Гус.
- 1415 — папа римский предал анафеме город Жатец.
- 1466 — король Чехии Иржи (Георгий), был предан анафеме папой Павлом II и низложен.
- 1453 — Жанна д’Арк, сожжена, впоследствии оправдана и в 1920 году причислена к лику святых.
- 1497 — Савонарола, Джироламо был отлучён от церкви папой Александром VI.
- 1521 — Мартин Лютер.
- 1541 — отлучение от Католической церкви Генриха VIII.
- 1600 — Джордано Бруно, сожжён.
- 1738 — масоны.
- 1865 — папа Пий IX, автор «Силлабуса», «Списка важнейших заблуждений нашего времени», предал анафеме пантеизм, натурализм, рационализм, социализм, коммунизм, тайные общества, библейские общества, принципы свободы совести и отделения Церкви от государства, выступающих против Церковного государства, считающих протестантизм одной из церквей и др.
- 1897 — Лео Таксиль, писатель, критик клерикализма[40].
- 1962 — Фидель Кастро отлучён от церкви папой Иоанном XXIII[41][42].

С 1983 года в Римско-католической церкви после принятия нового Кодекса канонического права термин «анафема» больше не используется.